# Битва на реке Мозгаве
Битва на реке Мозгаве — сражение 13 сентября 1195 года между Лешеком, Конрадом Казимировичами и Романом Мстиславичем волынским, с одной стороны, и Мешко III Старым, с другой.

## История
В своей борьбе за киевские волости после смерти Святослава Всеволодовича (1194) Роман Мстиславич остро нуждался в союзниках. Для обретения союзников он принял решение помочь Казимировичам в польской междоусобице.
В Польше после смерти 5 мая 1194 года младшего брата Мешко Казимира II (1194), князя краковского, остались его сыновья Лешек и Конрад Казимировичи, бывшие ещё малолетними, и Мешко предъявил свои претензии на Краков.
Краковские вельможи от имени Казимировичей попросили помощи у Романа против Мешко, пообещав, что если Роман поможет им, то и они потом помогут ему.
Мать Романа Агнешка была сестрой Мешко и Казимира, а мать Лешека и Конрада Елена была двоюродной тёткой Романа.
13 сентября 1195 года в сражении на реке Мозгаве, к северу от Кракова, Мешко и Роман были ранены, а сын Мешко Болеслав убит. Примечательно, что когда Мешко представился ранившему его воину, тем самым спас свою жизнь, и тот до конца сражения защищал его.
Как рассказывают польские хронисты, сражение не принесло решающего успеха ни одной из сторон, однако помощь Романа всё-таки помогла Казимировичам избежать разгрома и отразить притязания дяди на Краков.
Несмотря на поражение, Мешко удавалось до своей смерти (1202) дважды править в Кракове. Польские источники упоминают бегство волынского войска до окончания сражения и то, что в 1205 году Роман попросил всю Люблинскую землю в компенсацию за потери и затраты, которые он понёс в битве на Мозгаве, но ему было сказано, что оставив поле сражения, он ни на что не имел права.
После пресечения первой галицкой династии (1198) Лешек оказал Роману ответную услугу, помог овладеть галицким престолом, что в конечном счёте привело к объединению Галицкого и Волынского княжеств в единое Галицко-Волынское княжество.